# Коротконіжка мала
Коротконіжка мала (Ablepharus grayanus) — вид ящірок родини сцинкових (Scincidae). Один із 19 видів роду коротконіжок (Ablepharus), найменший його представник. Поширений у Західній і Південній Азії. Мешканець передгір'їв та гір.

## Етимологія
Українська назва роду пов'язана з відносно короткими і слаборозвиненими кінцівками ящірок.
Вид названий на честь британського зоолога Джона Едварда Грея (1800—1875), охоронця зоології в Британському музеї в Лондоні з 1840 по 1874 рік.
Назва на інших мовах: Minor Snake-eyed Skink (англ.; дослівно «малий зміїноокий сцинк»); малый гологлаз (рос.).

## Опис
Коротконіжка мала — найменший представник роду, довжиною тіла (L.) до 36 мм. Самиці трохи більші за самців, довжина їх тіла (тулуба з головою — L.) сягає 36 мм, самців — до 33 мм. Хвіст майже удвічі довший за тулуб, дуже ламкий, здатний до регенерації. Кінцівки відносно короткі, слаборозвинені, п'ятипалі. Внаслідок зростання верхньої й нижньої повік утворилась прозора оболонка. Зовнішній вушний отвір відсутній.

### Лускатий покрив
Тіло вкрите відносно великою, рибоподібною, гладенькою лускою. Навколо середини тулуба (Sq.) 18—19 лусок, звичайно 18. Черевних щитків у поздовжньому ряду в самців 39—44, у самиць — 43—45. Анальних щитків 2. Хвіст знизу вкритий одним поздовжнім рядом сильно розширених щитків. Голова вкрита симетричними парними і непарними щитками. Міжщелепний щиток широко стикається з лобно-носовим. Передлобні щитки розділені виступаючим кутом лобного щитка, який стикається з лобно-носовим. Лобно-тім'яний щиток 1. Носовий щиток напівроздільний. Надносові щитки відсутні. Міжтім'яний щиток великий. Верхньогубних щитків 7. Потиличних щитків 3 × 3.

### Забарвлення
Забарвлення верхньої частини  тіла світло-оливкового або оливково-коричнюватого кольору з характерним металічним вилиском. Уздовж спини по двох середніх рядах луски тягнеться смуга оливкового або золотисто-оливкового кольору, облямована з кожного боку дрібними переривчастими рисками темно-бурого кольору, які на передній частині тіла можуть бути з'єднані в суцільні лінії.

## Поширення
Ареал охоплює Східний Іран, Південний Афганістан, Пакистан, Північно-Західну Індію.
Коротконіжка мала є досить звичайним видом у Пакистані й рідкісним видом в інших частинах ареалу.

## Місця проживання
Населяють сухі, кам'янисті схили та прилеглі рівнини, порослі колючими подушкоподібними астрагалами та іншими ксерофітами, а також у більш вологих місцях, зокрема на луках та по берегах струмків і річок. Досить часто трапляються на освоєних землях, зокрема в оазах, садах, старих спорудах. Мешкають переважно в низькогір'ях, але можуть підніматись у гори до висоти 2000 м над рівнем моря.

## Особливості біології
Ведуть потаємний спосіб життя і на очі потрапляють рідко. Після зимівлі з'являються в квітні — на початку травня. У цей час вони активні в середині дня, з потеплінням трапляються протягом всього дня, На початку літа переходять на двопіковий (вранці і ввечері) тип активності. У середині й кінці літа, коли гірські схили сильно нагріваються і висихають, ящірки майже увесь час не виходять із схованок під камінням. Ухід на зимівлю відбувається, ймовірно, у жовтні — листопаді.
Парування відбувається в травні — червні. У кінці травня — червні самиці відкладають 1—2 яйця. Через 2 місяці (у серпні — вересні) з яєць вилуплюються дитинчата, довжиною тіла (L.) 13—16 мм. Статева зрілість настає навесні другого року життя.
Живляться переважно комахами та їхніми личинками, а також іншими дрібними безхребетними.

## Охорона
Стан більшості природних популяцій виду в межах ареалу залишається більш-менш стабільним. Саме тому він, згідно з Червоним списком МСОП, отримав охоронний статус «відносно благополучний вид».
Певну загрозу для виду становить деградація природних біотопів, хоча ящірка поширена також серед трансформованих ландшафтів.
Коротконіжка мала охороняється як елемент біорізноманіття кількох природоохоронних територій, розташованих у межах ареалу виду.